# SCS Randjiet Boys
SCS Randjiet Boys é um clube de futebol surinamês sediado em Paramaribo no Suriname.
Disputa o Campeonato Surinamês de Futebol.